# عثيات الدب الصغير
عثيات الدب الصغير أو عائلة براشودايدي (الاسم العلمي: Brachodidae)، فصيلة حشرات عثية من حرشفيات الأجنحة وفيلق القتعيات. يحتوي على حوالي 135 نوعًا موزعة في أنحاء كثيرة من العالم (Edwards et al. 1999). العلاقات وحالة الأجناس المُدرجة حاليًا في الفصيلة ليست مفهومة جيدا.